# Grund Fjord
Grund Fjord är en vik i Danmark. Den ligger i Region Mittjylland, i den centrala delen av landet och har anslut till Randersfjorden.